# Niel Immelman
Niel Immelman (Sudáfrica, 13 de agosto de 1944-8 de junio de 2023) fue un pianista sudafricano.

## Trayectoria
Estudió con Cyril Smith, Ilona Kabos y Maria Curcio. Cuando todavía era alumno del RCM, Bernard Haitink le invitó a tocar la Rapsodia sobre un tema de Paganini de Rajmáninov con la Orquesta Filármonica de Londres. Este exitoso debut fue seguido de posteriores apariciones con la Filarmónica de Londres, la Royal Philharmonic Orchestra y otras importantes orquestas en el Royal Festival Hall, el Royal Albert Hall y el Ámsterdam Concertgebouw, comenzando así una carrera como concertista que le ha llevado por todos los continentes.
Sus grabaciones comerciales han recibido elogios de la crítica y han figurado como Pick of the Year en la revista Classic CD. Su grabación de las obras completas de Josef Suk para el sello Meridian es la primera en la historia de la discografía. Niel Immelman ha impartido clases magistrales y participa regularmente como jurado en concursos nternacionales.